# Mission Citronelle
Seconde Guerre mondiale
La mission Citronelle  est une mission organisée au cours du deuxième trimestre 1944 
par l'état-major interallié et le BCRA (Bureau central de renseignement et d'action)
dans le cadre de la résistance française à l'occupation allemande pendant la Seconde Guerre mondiale. 

## Opération Citronelle
Elle fut réalisée par la mission interalliée franco-anglo-américaine : la « mission Citronelle ».

### Parachutages
- Nuit du 11 avril 1944 au 12 avril 1944 à Saint-Souplet près de Mourmelon-le-Grand (Marne)
  - Capitaine Jacques Pâris de Bollardière (« Prisme »), responsable de l'opération.
  - aspirant Gérard Brault, radio et le lieutenant Victor Layton (OSS).
- Nuit du 5 juin 1944 au 6 juin 1944 aux Vieux Moulins de Thilay
  - Capitaine Jacques Chavanne (BCRA), lieutenants Gérard Racine et Lucien Goetchebeur (BCRA)
  - Capitaines anglais Desmond Hellis Hubble (« Capitaine Alain ») et George Whitehead (tous deux du SOE-RF)

### Objectif de la mission
Constituer un « Maquis des Ardennes ».

#### Organisation
- Encadrement des groupes locaux de résistance
- Équipement en armes et formation des recrues
- Coordination des divers mouvements de la résistance ardennaise à l'écoute de l'État-major inter-allié en restant en contact radio avec Londres.

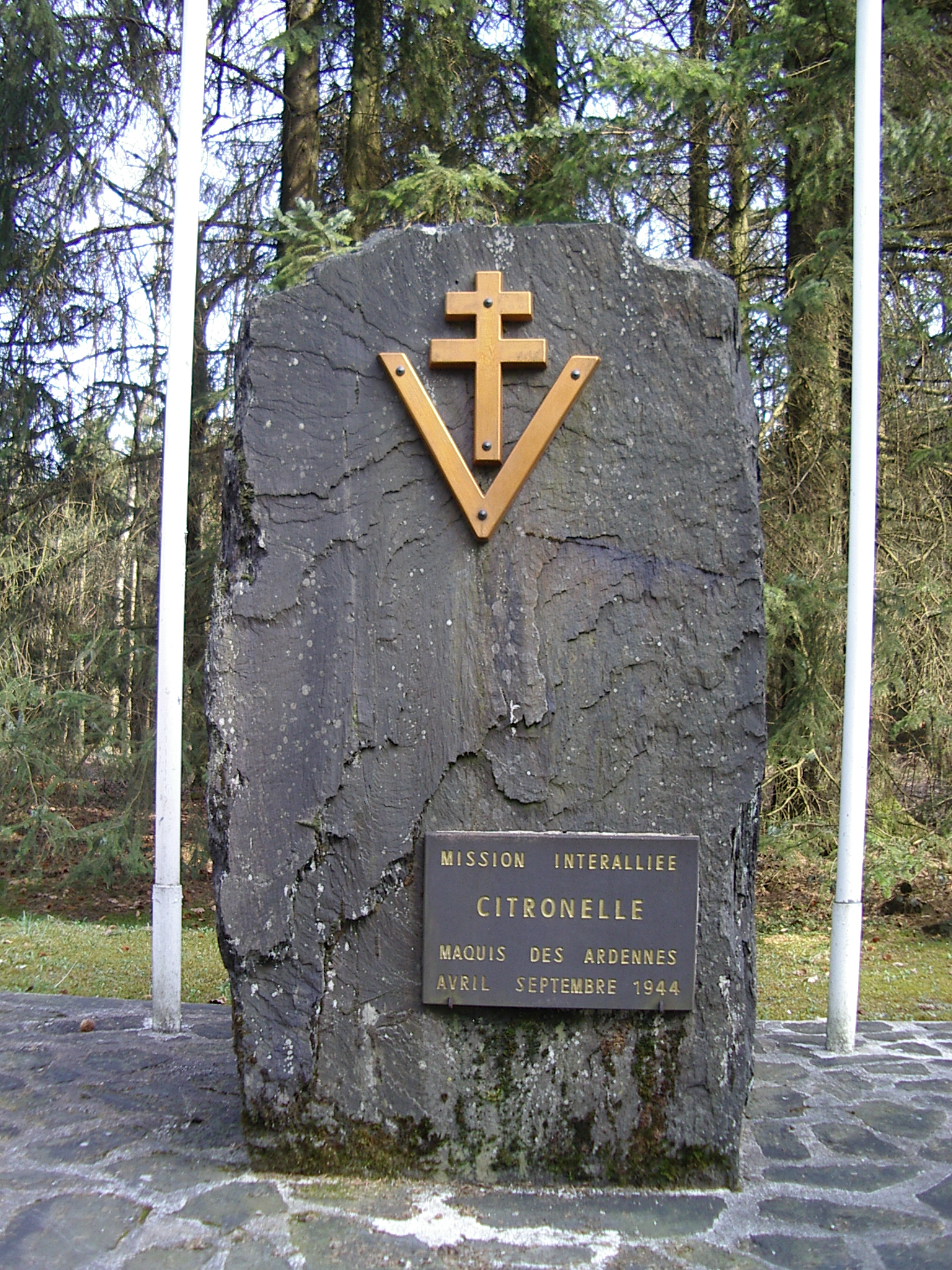
Mémorial Citronelle, stèle.

#### Actions
- Harceler les troupes allemandes par la guerilla
- Tenir le maximum des troupes ennemies éloignées des côtes en vue du débarquement.
- Fournir aux troupes alliées tout renseignement sur l'armée allemande.

## Histoire

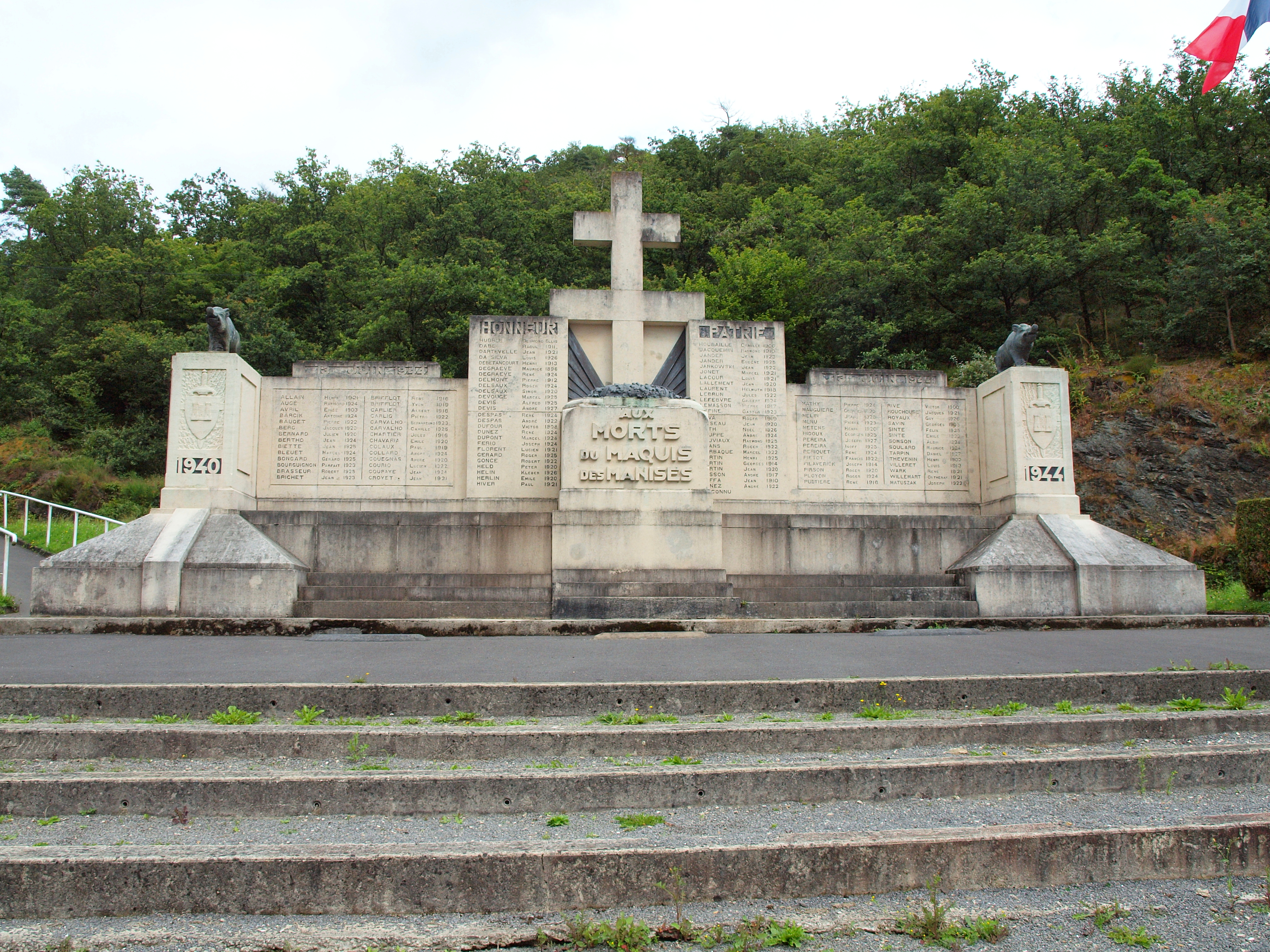
Monument aux morts du maquis des Manises.

La mission Citronelle atteignit les Ardennes au début du mois de mai 1944 à proximité de Renwez.
Les chefs de secteur fournirent les premiers éléments des maquisards qui s'installèrent dans la forêt, cachés sur les hauteurs sur la route de Revin entre les hameaux des Hauts-Buttés et des Vieux Moulins de Thilay.
Le relief relativement plat avait permis de constituer plusieurs terrains de parachutage dont ceux dénommés : « Bohémien » et « Astrologie ».
L' autonomie due à leur liaison radio constante avec Londres facilita leur équipement.
Un premier échec de la mission est constitué par l'attaque par l'armée allemande du maquis des Manises les 12 et 13 juin 1944.
Le maquis reconstitué continua néanmoins son action jusqu'à la Libération.
La mission de Jacques Pâris de Bollardière, promu au grade de lieutenant-colonel le 8 août 1944, prend fin le 20 septembre 1944.

## Commémoration

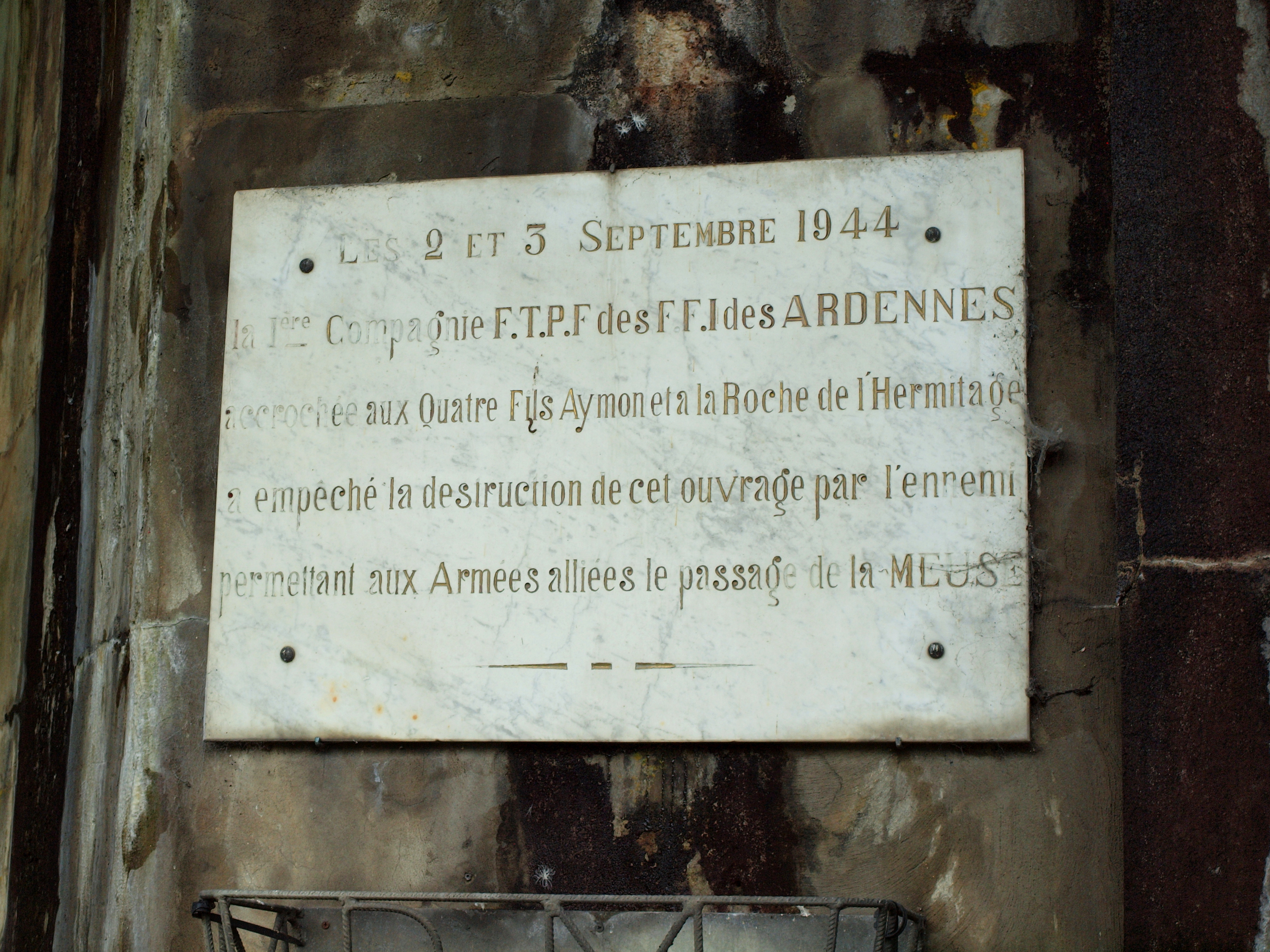
Défense du pont de Château-Regnault par le groupe FFI de Judex.

Un monument est érigé en 1994 à l'initiative d'anciens maquisards, sur le côté droit de la route (actuellement RD989) conduisant des Haut-Buttés à Hargnies juste avant le début de la route qui mène aux Vieux Moulins de Thilay